# Taltempel

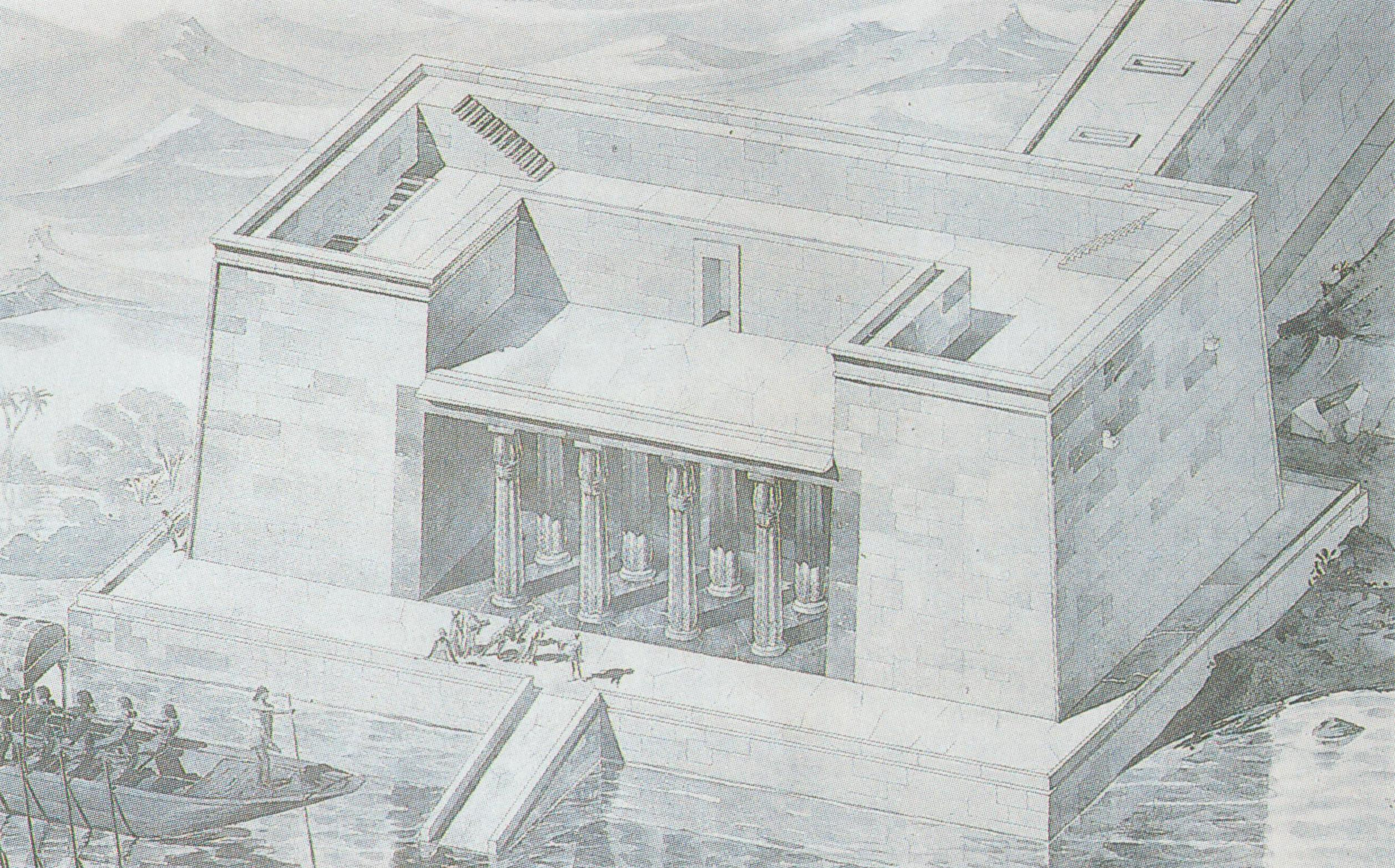
Taltempel des Sahure

Ein Taltempel ist ein altägyptisches Tempelgebäude, das zu einem Pyramidenkomplex gehörte und durch einen Aufweg mit einem Pyramidentempel verbunden war. Er wurde ab Snofru und bis zum Ende der 12. Dynastie am Fruchtlandrand und Kanalufer errichtet.
Taltempel standen auf einer Terrasse am Kanalufer und besaßen eine monumentale Kaianlage, welche zur Landung großer Schiffe diente. Sie besaßen Kapellen für Statuen des Erbauers und über Treppen zugängliche Dachkultstätten. Als unter Snofru der neue Pyramidenbezirktyp eingeführt wurde, verlegte man die kultische Begegnung zwischen dem König und den Göttern vom Pyramidenbezirk ins Tal. Wahrscheinlich setzte man damit die Tradition der Götterfestungen und Talbezirke der Thinitenzeit fort. Bei rituellen Festen wurde der Pyramidenbezirk von Göttern mit ihren Barken besucht und wahrscheinlich vom König bzw. seinen Bildern im Taltempel in Empfang genommen. In späterer Zeit lebten Aspekte des Taltempels in Podiumstempeln fort, die ab dem Neuen Reich gegenüber dem Pylon am Kanal- oder Flussufer errichtet wurden. Auch dort stand ein Kultbild, welches die Ankunft anderer Gottheiten erwartete. Eine Deutung als königliches Balsamierungshaus ist nach Dieter Arnold hingegen nicht mehr zutreffend.
Der Taltempel des Chephren ist einer der ersten vollständig erhaltenen Taltempel. Weiterhin wurden Taltempel von Mykerinos, Sahure, Niuserre, Unas, Pepi II., Sesostris II. und Amenemhet III. ausgegraben. Im Fruchtland existieren noch zahlreiche weitere, die bisher unerforscht sind. Während des Mittleren Reiches gab es auch vergleichbare Anlagen bei Privatgräbern in Qau el-Kebir, Theben und Assuan. Das letzte Beispiel dafür liegt beim Totentempel der Hatschepsut in Deir el-Bahari.